# Bernard und Bianca – Die Mäusepolizei
Bernard und Bianca – Die Mäusepolizei ist ein US-amerikanischer Zeichentrickfilm des Regisseurs Wolfgang Reitherman aus dem Jahr 1977. Der Film ist der 23. abendfüllende Disney-Zeichentrick-Kinofilm. Ihm liegt eine Kinderbuchserie um Miss Bianca von Margery Sharp zugrunde, vor allem der Band Bianca und ihre Freunde (The Rescuers). Der Film wurde 1978 für einen Oscar in der Kategorie Bester Song für Someone’s Waiting for You nominiert und war deutschlandweit so erfolgreich, dass er beispielsweise im Kino Helia in Darmstadt über 52 Wochen gezeigt wurde.

## Handlung
Die Geschichte handelt von der Rettungshilfsvereinigung, die von ihrer Zentrale im Keller der Vereinten Nationen in New York aus in aller Welt gute Taten vollbringt. Zwei dieser Mäuse, der schüchterne New Yorker Bernard und die elegante ungarische Botschafterin Miss Bianca (die im Original mit New Yorker bzw. mit ungarischem Akzent sprechen), machen sich daran, Penny – ein gekidnapptes Waisenmädchen – zu retten. Dieses wurde von der habgierigen Madame Medusa in die Teufelssümpfe in Louisiana entführt, um in einer alten Piratenhöhle nach einem riesigen Diamanten zu suchen.
Auf ihrer Suche erhalten Bernard und Bianca Hilfe vom Albatros Orville und den Sumpfbewohnern, die Madame Medusa ebenfalls loswerden möchten. Die beiden Mäuse finden Penny in einem alten, in den Sümpfen auf Grund gelaufenen Raddampfer, in dem sie mit Madame Medusa und ihrem Partner Snoops leben muss. Penny, die nach mehreren erfolglosen Fluchtversuchen völlig verzweifelt ist, ist glücklich, dass ihre Flaschenpost mit dem Hilferuf gefunden wurde. Noch bevor sie erneut die Flucht wagen kann, muss sie allerdings wieder in die Höhle hinabsteigen. Die erwartete Hilfe von den Sumpfbewohnern bleibt vorerst aus, da die Libelle, die die Nachricht überbringen sollte, von Fledermäusen attackiert wird.
In der Höhle finden Bernard und Bianca den Diamanten an einer Stelle, an die Penny nicht alleine herankommt. Als die Flut durch ein Loch im Boden in die Höhle steigt, riskiert Penny ihr Leben, um den beiden Mäusen zu helfen. Alle drei können im allerletzten Moment mitsamt dem Diamanten dem Tod entkommen. Medusa, die sich am Ziel ihrer Träume sieht, will nun Penny und Snoops umbringen. Bernard und Bianca können Medusa jedoch ablenken, sodass Penny mit dem Diamanten entkommen kann. Als die Sumpfbewohner von den Haus-Krokodilen Medusas, Brutus und Nero, angegriffen werden, können auch diese überlistet werden.
Als Penny und ihre Freunde mit Medusas Sumpfmobil entkommen wollen, werden sie von dieser verfolgt. Während das Schiff durch eine Explosion untergeht, gelingt es den Helden, Medusa abzuhängen und sie gegen das sinkende Schiff zu schleudern. Penny und die anderen können entkommen, während Snoops auf einem Floß davonpaddelt und Medusa von ihren Haus-Krokodilen angegriffen wird.
Am Ende sind Bernard und Bianca nicht nur beruflich, sondern auch privat ein Paar. Penny wurde von einem freundlichen Paar adoptiert.

## Figuren
- Bernard ist ein stiller und zurückhaltender Mäuserich, der in der Mäuseorganisation der Hausmeister ist. Obwohl er abergläubisch ist (an Triskaidekaphobie leidet) und das Fliegen hasst, ist er, wenn die Situation es verlangt, zuverlässig und tapfer. Er ist in Miss Bianca verliebt.
- Miss Bianca ist eine abenteuerlustige Maus aus Ungarn, in die Bernard verliebt ist und in problematischen Situationen stets einen Witz auf den Lippen hat.
- Madame Medusa ist der Bösewicht und denkt nur an das Teufelsauge, den wertvollsten Diamanten der Welt. Ihre Haustiere sind zwei Krokodile: Nero und Brutus.
- Penny ist ein kleines zehnjähriges Waisenkind, das von Madame Medusa entführt worden ist, weil sie so klein ist, dass sie in das Versteck des Teufelsauges passt und es herausholen kann. Ihren geliebten Teddybären benutzt Madame Medusa am Schluss als Versteck für den Diamanten, um ihn aus Louisiana zu schmuggeln.
- Mr. Snoops, der unfähige Komplize von Madame Medusa, ist auch habgierig und hasst Penny.

## Besetzung
Die deutsche Synchronisation gab die Simoton Film in Berlin in Auftrag. Heinrich Riethmüller schrieb das Dialogbuch, führte die Dialogregie und übersetzte die Liedtexte ins Deutsche.
| Charaktere      | Originalfassung | Deutsche Fassung |
| --------------- | --------------- | ---------------- |
| Bianca          | Eva Gabor       | Gisela Fritsch   |
| Bernard         | Bob Newhart     | Gerd Duwner      |
| Bianca (Gesang) | Robie Lester    | Wencke Myhre     |
| Penny           | Michelle Stacy  | Andrea Pawlowski |
| Orville         | Jim Jordan      | Harald Juhnke    |
| Madame Medusa   | Geraldine Page  | Beate Hasenau    |
| Mr. Snoops      | Joe Flynn       | Peter Schiff     |
| Luke            | Pat Buttram     | Klaus Miedel     |
| Ellie Mae       | Jeanette Nolan  | Inge Wolffberg   |
| Rufus           | John McIntire   | Arnold Marquis   |
| Libellchen      | Jim Macdonald   | Jim Macdonald    |
| Kaninchen       | George Lindsey  | Joachim Kemmer   |

## Neuauflagen
- Im Dezember 1983 wurde der Film zusammen mit dem Micky-Maus-Kurzfilm Mickys Weihnachtserzählung (engl.) wieder veröffentlicht.
- Im Jahre 1989 wurde er erneut veröffentlicht, da die Fortsetzung Bernard und Bianca im Känguruland ein Jahr später in die Läden kam.
- Auf VHS und Laserdisc wurden Bernard und Bianca erst 1992 in der Walt Disney Classics Collection veröffentlicht.
- 1999 wurde der Film noch einmal herausgebracht.
- Im September 2012 erschien der Film erstmals in Deutschland auf Blu-ray.

## Hintergrund
Budget und Einspielergebnisse
Das Budget betrug zur Zeit der Produktion geschätzt etwa 7,5 Millionen Dollar. Der Film spielte in den USA im Laufe der Jahre (samt Wiederaufführungen) inflationsbereinigt 173 Millionen Dollar ein.
Sonstiges
- Der Film war das letzte Projekt von John Lounsbery. Er starb am 13. Februar 1976.
- Der Film markiert den Anfang einer verfeinerten Kopiertechnik, die weichere Konturen möglich machte.
- Ursprünglich wurden die Carpenters darum gebeten, die Musik für den Film beizusteuern, wobei Karen Carpenter die Lieder schreiben und ihr Bruder Richard die Filmmusik komponieren sollte. Aufgrund verschiedener Terminkonflikte mussten sie dieses Angebot jedoch ablehnen. Karen Carpenter war Berichten zufolge sehr unglücklich darüber, absagen zu müssen, da sie ein großer Disney-Fan war.
- Die deutsche Fassung – Synchronbuch, Liedertexte und Synchronregie – stammt von Heinrich Riethmüller.
- Der Song Someone’s Waiting For You wird in der deutschen Fassung von Wencke Myhre gesungen.
- Kater Rufus wurde zu Ehren des Chefzeichners Ollie Johnston nach ihm gestaltet. Johnston war bis zu seinem Tod 2008 das letzte lebende Mitglied von Disney’s Nine Old Men.
- Der Erfolg des Films hätte 1989 beinahe zu einem Ableger in Form einer Zeichentrick-Fernsehserie geführt. Als die Animationsabteilung jedoch grünes Licht für die Film-Fortsetzung Bernard und Bianca im Känguruland (1990) gab, wurde aus der geplanten Bernard und Bianca-Serie schließlich Chip und Chap – Die Ritter des Rechts (1989), wobei Chip und Chap die Rollen von Bernard und Bianca ersetzten.
- Madame Medusa wurde nach Medusa, einer Figur aus der griechischen Mythologie, benannt. Charakteristisch für Medusa war, dass jeder, der ihr in die Augen blickte, zu Stein erstarrte. Und tatsächlich erstarrt auch Penny jedes Mal kurz, wenn ihr Madame Medusa direkt in die Augen sieht.
- 1999 rief Disney 3,4 Millionen Exemplare der VHS-Version des Films zurück. In zwei Hintergrundbildern hatte sich bei der Postproduktion das Bild einer nackten Frau eingeschlichen.[3]

## Auszeichnungen
- 1978 – Goldene Leinwand
- 1977 – Ehrenvolle Erwähnung der National Board of Review

## Kritiken
- „Ein fantasievolles Abenteuer-Zeichentrickmärchen, bei dem ein letztes Mal die großen, alten Künstler des Disney-Studios zusammenarbeiteten und mit ihrem zeichnerischen Charme verzaubern. Die Figuren sind hervorragend animiert, allen voran Orville, der glücklose Albatros (…).Technisch gesehen, ist der Film zwar voller Unzulänglichkeiten, was aber dem Reiz (besonders für Kinder) keinen Abbruch tut.“ – „Lexikon des internationalen Films“ (CD-ROM-Ausgabe), Systhema, München 1997